# Валерга, Джузеппе
Джузеппе Валерга (итал. Giuseppe Valerga; 9 апреля 1813 года, Лоано — 2 декабря 1872 года, Иерусалим) — католический прелат. В 1847—1872 годах — Патриарх Иерусалима латинского обряда Римско-католической церкви и великий магистр ордена Святого Гроба Господнего Иерусалимского.

## Биография
9 апреля 1813 года родился в Лоано (Лигурия). Он был седьмым из 18 детей. Его отец работал строителем. Получил начальное образование в колледже Finalborgo. Затем он поступил в семинарию Albenga. Он продолжил своё обучение в университете Ла Сапиенца в Риме. 17 декабря 1834 года получил степни доктора богословия и доктора права в Римском университете Ла Сапиенца. Он изучал французский, латынь, греческий, иврит и арабский язык в университете, а позже, оладел ещё и халдейским, турецким и курдским языками. Назначен профессором в Колледже Пропаганды в Риме.
11 декабря 1836 года рукоположен в священники. После рукоположения работал в конгрегации пропаганды веры, где он руководил секций документов, написанных на латинском, греческом и арабском языках.
С июня 1841 года — секретарь Апостольской делегатуры в Сирии и Месопотамии в Алеппо. Генеральный викарий в Месопотамии. Был ранен ножом в горло.
23 июля 1847 года опубликовано Апостольское послание о восстановлении Латинского Патриархата Иерусалима.
С 4 октября 1847 года по 2 декабря 1872 года — патриарх Иерусалима и великий магистр ордена Святого Гроба Господнего Иерусалимского. 10 октября 1847 года рукоположен в епископы Папой Пием IX в капелле Квиринале. 17 января 1848 года торжественно въехал в Иерусалим. Губернатор Иерусалима Зариф Мустафа-паша направил группу солдат почётного караула, чтобы сопровождать патриарха в Иерусалим и предложил ему лошадь. Когда патриарх вошел в стены Иерусалима, османские солдаты стреляли из пушек, чтобы приветствовать его. Столкнулся с оппозицией францисканцев, которые почти 6 веков были единственными представителями Церквм в Святой Земле. Создал структуру воссозданной патриархии. С 1 сентября 1849 года по 21 ноября 1851 года совершил поездку в Европу. С 1869 года участвовал в Первом Ватиканском соборе в качестве отца Собора.
Умер 2 декабря 1872 года в Иерусалиме. Похоронен в часовне св. Иосифа.